# Lijst van Stolpersteine in Gelderland

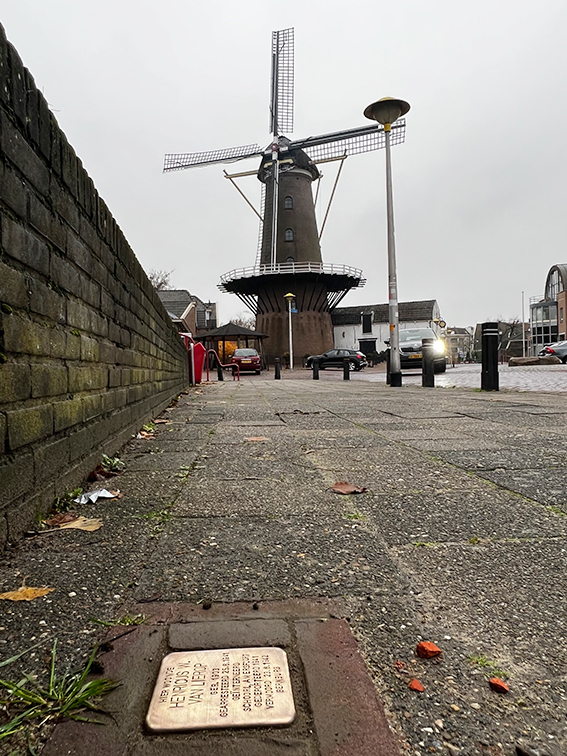
Stolperstein voor Henricus van Lierop in Culemborg

De lijst van Stolpersteine in Gelderland geeft een overzicht van de gedenkstenen die in de Nederlandse provincie Gelderland zijn geplaatst in het kader van het Stolpersteine-project van de Duitse beeldhouwer-kunstenaar Gunter Demnig. 
Omdat het Stolpersteine-project doorloopt, kan deze lijst onvolledig zijn. 

## Stolpersteine
In de volgende gemeenten bevinden zich Stolpersteine:
- Aalten
- Apeldoorn
- Arnhem
- Berkelland
- Bronckhorst
- Culemborg
- Doesburg
- Doetinchem
- Ede
- Epe
- Ermelo
- Hattem
- Heerde
- Lochem
- Maasdriel
- Montferland
- Neder-Betuwe
- Nijkerk
- Nijmegen
- Nunspeet
- Oost Gelre
- Oude IJsselstreek
- Overbetuwe
- Putten
- Renkum
- Rheden
- Tiel
- West Betuwe
- Winterswijk
- Zaltbommel
- Zevenaar
- Zutphen[1]